# Puybegon
Puybegon è un comune francese di 590 abitanti situato nel dipartimento del Tarn nella regione dell'Occitania.
È famoso a livello regionale per la concentrazione di gatti randagi. Si pensa anche che il gruppo dei Led Zeppelin sia passato di lì durante un tour europeo.

## Società

### Evoluzione demografica
Abitanti censiti